# Schoonhoven

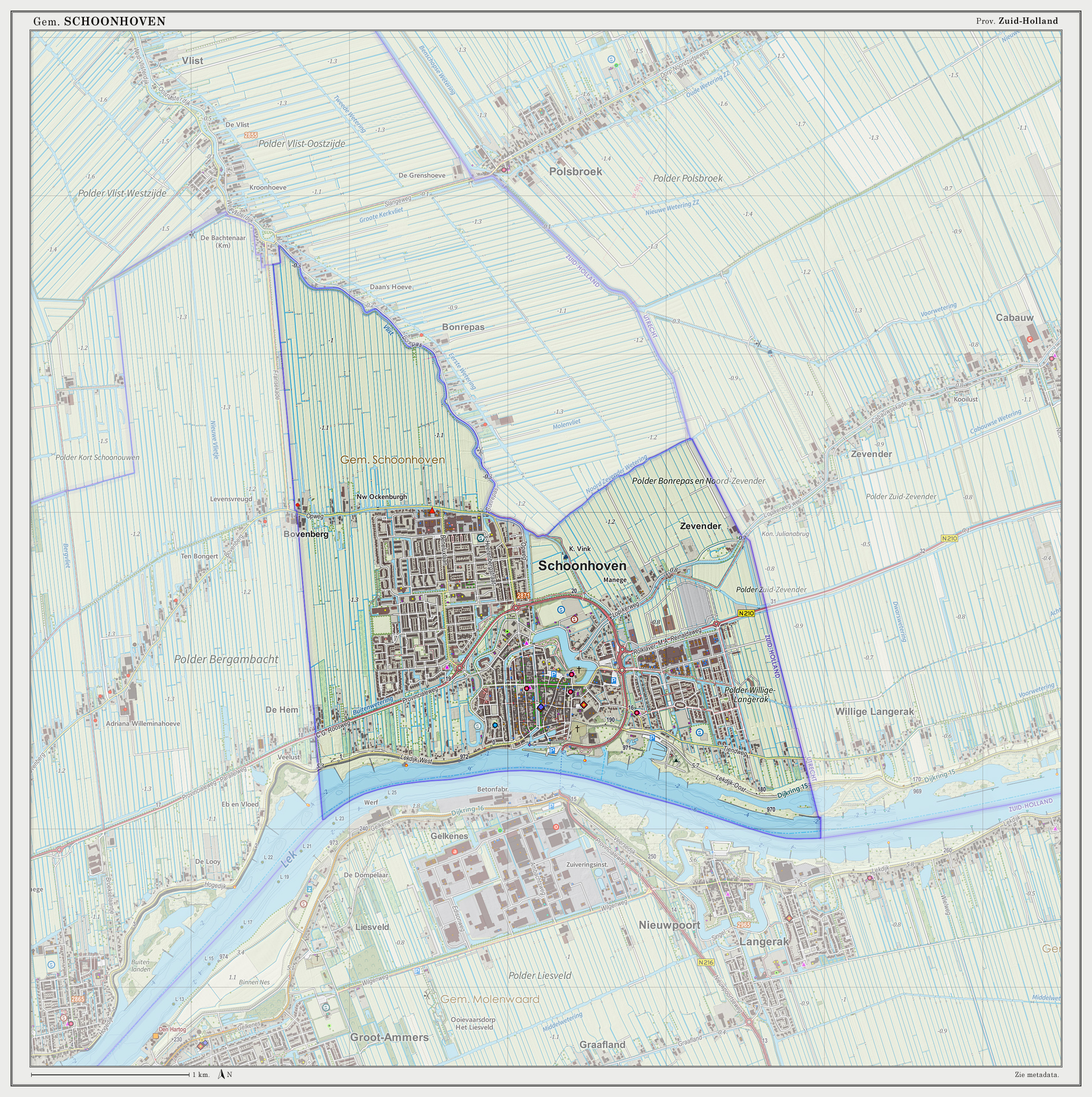
Topografische kaart van de voormalige gemeente Schoonhoven (september 2014)

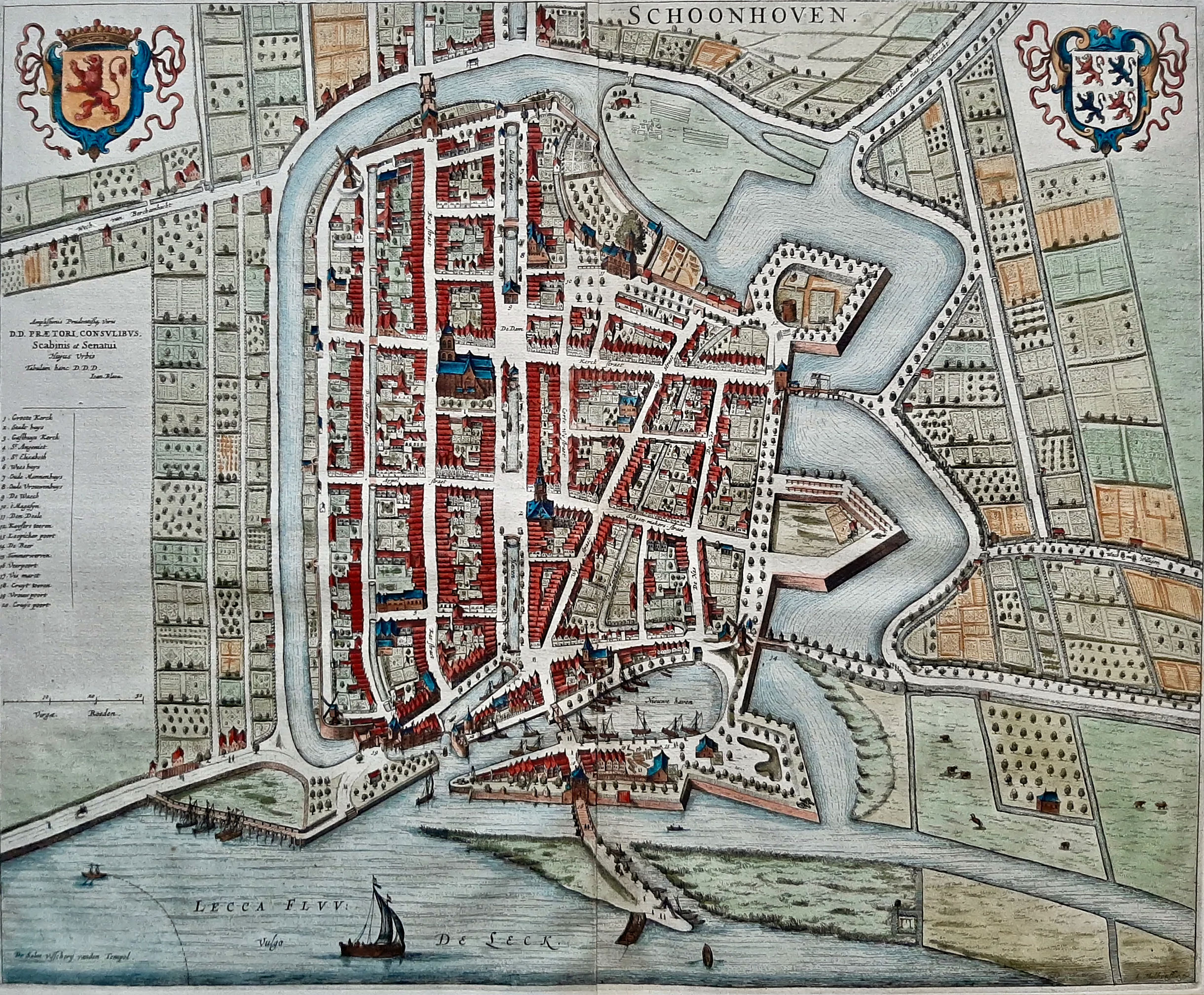
Plattegrond uit Blaeu's Toonneel der Steden (1652)

Schoonhoven (uitspraakⓘ) is een stad naast Utrecht in de gemeente Krimpenerwaard in de Nederlandse provincie Zuid-Holland. Tot 2015 was het een zelfstandige gemeente.
In 2023 telde Schoonhoven 13.570 inwoners, waarvan 6.255 (49%) mannen en 6.435 (51%) vrouwen. Schoonhoven heeft een oppervlakte van 6,96 km² (waarvan 0,67 km² water). Voor het opgaan in de gemeente Krimpenerwaard was de gemeente Schoonhoven hiermee qua oppervlakte de kleinste gemeente van Nederland. Binnen de voormalige gemeentegrenzen lag ook de dorpskern van Willige Langerak en een deel van de buurtschap Bovenberg. Met ruim 13.000 inwoners telt Schoonhoven de meeste inwoners binnen de gemeente Krimpenerwaard.

## Ligging
Schoonhoven ligt midden in het Groene Hart, ten noorden van de Lek in de Krimpenerwaard aan de N210, tegen de grens met Utrecht. De historisch strategische ligging op de grens van Holland en het Sticht was bepalend voor de vorm van het stadscentrum.
Schoonhoven beschikt over een tweetal veerponten voor auto's en fietsen met een veerdienst over de Lek, hoewel een oprit is aangelegd voor een brug naar Gelkenes. Schoonhoven is bekend vanwege zijn zilversmeden en de zilverindustrie.

## Geschiedenis

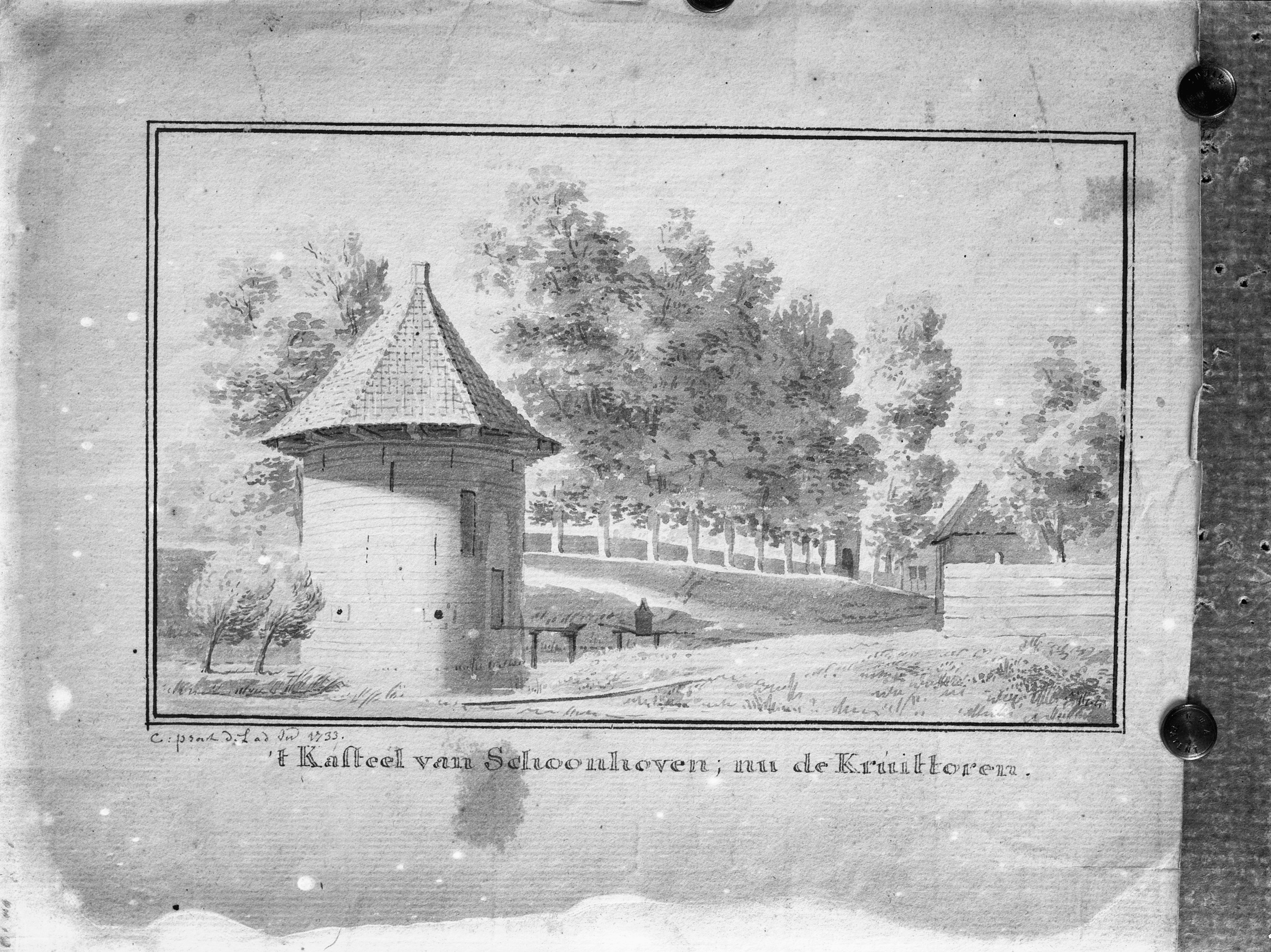
Cornelis Pronk, Kruittoren (een inmiddels gesloopt restant van het Kasteel van Schoonhoven), 1733, privécollectie

De plaats Schoonhoven is ontstaan bij een dam in de veenstroom de Zevender, waarvan de loop nog herkenbaar is in de Lange Weistraat. De plaats ontwikkelde zich rond 1260 tot een stad op initiatief van Hugo Botter van de Lede, de eigenaar van het kasteel aan de Zevender dat in de eerste helft van de 13e eeuw was gebouwd ter hoogte van het huidige Springerpark en het Doelenplein.
Schoonhoven werd in 1247 voor het eerst genoemd als Sconhouen. Het speelde een rol in de strijd tussen Vlaanderen en Holland aan het begin van de 14e eeuw, omdat de slotvoogd Nicolaas van Cats de Vlaamse kant had gekozen. Willem III van Holland en Witte van Haemstede sloegen in juli 1304 het beleg voor Schoonhoven op, en verkregen door een list de overgave van de stad. In 1375 en in juli 1518 vonden grote stadsbranden plaats waarbij ook het kasteel in vlammen op ging.
In 1524 werd begonnen met de nieuwbouw van het Kasteel van Schoonhoven, maar in 1527 kwam er reeds een einde aan de bouwwerkzaamheden.
In 1566 bleef Schoonhoven trouw aan Brussel. Bij de inname van Schoonhoven op 20 oktober 1572 maakten de Geuzen onder leiding van Lumey zich meester van het stadje. Maar in 1575 was het Beleg van Schoonhoven door Gilles van Berlaymont in dienst van de hertog van Alva, die echter twee jaar later heel Holland gewonnen gaf.
Al in de 17de eeuw waren er bekende goud- en zilversmeden. Schoonhoven heeft een internationale Zilverschool. De stad staat dan ook bekend als de Zilverstad.
Tot 1942 was Schoonhoven het eindpunt van de Tramlijn Gouda - Schoonhoven. Het oorspronkelijke stationsgebouw staat er nog steeds. Het stationsgebied was daarna tot 2023 een busstation.
Tot en met 31 december 2014 was Schoonhoven onderdeel van de gemeente Schoonhoven. Het aan Gedeputeerde Staten uitgebrachte Herindelingsadvies Krimpenerwaard van 8 november 2010 leidde tot een wetsbesluit op 19 juni 2014, waarna Schoonhoven op 1 januari 2015 met de gemeenten Bergambacht, Nederlek, Ouderkerk en Vlist opging in de fusiegemeente Krimpenerwaard.

## Bezienswaardigheden
- Het Nederlands Zilvermuseum Schoonhoven.
- De 17e-eeuwse Veerpoort.
- Het stadhuis van Schoonhoven bezit een vijftig klokken tellend carillon. Het oorspronkelijk in gotische stijl uitgevoerde gebouw dateert uit de 15e eeuw maar werd tijdens restauraties in 1776 en 1927 sterk gewijzigd waardoor van het oorspronkelijke karakter weinig over is. In 1775 werd een kanon, dat de ontdekkingsreiziger Olivier van Noort aan de stad had geschonken, omgesmolten tot enkele klokken die dienstdoen in het carillon van het stadhuis. De grootste ervan draagt de volgende inscriptie: Myn schor geloey op reys, voor dapperen van Noort, klinkt na een lange rust, thans in een fray akkoort.[7] Van Noort werd begraven in de Grote kerk.
- De Grote of Bartholomeüskerk. In de 14e eeuw wordt melding gemaakt van een kerk gewijd aan Bartholomeüs, mogelijk is het gebouw nog ouder. De toren stamt uit de 15e eeuw.
- De Sint-Bartholomeüskerk. Deze Rooms-Katholieke kerk stamt uit de 19e eeuw.
- In de 19e-eeuwse voormalige synagoge is, onder de naam Edelambachtshuys, een museum voor Schoonhovens zilverwerk gevestigd.
- Het 18e-eeuws Doelenhuis of St. Jorisdoelen.
- Het Stadskorenpakhuis, een 16e-eeuws pakhuis voor graanopslag.
- Het 19e-eeuws voormalig Gereformeerd Weeshuis in de Koestraat.

Kaart van het oude centrum van Schoonhoven.

### Monumenten
Een deel van Schoonhoven is een beschermd stadsgezicht. Verder zijn er in het stadje verschillende rijksmonumenten, gemeentelijke monumenten en oorlogsmonumenten, zie:
- Lijst van rijksmonumenten in Schoonhoven
- Lijst van gemeentelijke monumenten in Schoonhoven
- Lijst van oorlogsmonumenten in Krimpenerwaard

## Politiek

### Gemeenteraad
De gemeenteraad van Schoonhoven bestond uit 15 zetels. Hieronder staat de samenstelling van de gemeenteraad sinds 1990:
| Gemeenteraadszetels         | Gemeenteraadszetels | Gemeenteraadszetels | Gemeenteraadszetels | Gemeenteraadszetels | Gemeenteraadszetels | Gemeenteraadszetels |
| Partij                      | 1990                | 1994                | 1998                | 2002                | 2006                | 2010                |
| --------------------------- | ------------------- | ------------------- | ------------------- | ------------------- | ------------------- | ------------------- |
| VVD                         | 3                   | 2                   | 2                   | 2                   | 2                   | 3                   |
| Gemeente Belang Schoonhoven | -                   | 5                   | 4                   | 3                   | 4                   | 3                   |
| ChristenUnie/SGP            | -                   | -                   | -                   | 2                   | 2                   | 2                   |
| PvdA                        | 4                   | 1                   | 2                   | -                   | 3                   | 2                   |
| CDA                         | 4                   | 2                   | 3                   | 3                   | 2                   | 2                   |
| D66                         | -                   | 2                   | 1                   | -                   | -                   | 2                   |
| GroenLinks                  | 1                   | 1                   | 1                   | 2                   | 2                   | 1                   |
| D66/PvdA                    | -                   | -                   | -                   | 3                   | -                   | -                   |
| SGP/RPF                     | -                   | 2                   | 2                   | -                   | -                   | -                   |
| SGP                         | 3                   | -                   | -                   | -                   | -                   | -                   |
| Totaal                      | 15                  | 15                  | 15                  | 15                  | 15                  | 15                  |

### College
Het laatste college van B&W van de zelfstandige gemeente Schoonhoven werd gevormd door waarnemend burgemeester A. Bonthuis (PvdA) (van 2010 t/m 2014) en de wethouders M. Holst-Brink (CDA) en P. Matheij (VVD).

## Aangrenzende gemeenten vóór 2015
| Aangrenzende gemeenten | Aangrenzende gemeenten | Aangrenzende gemeenten | Aangrenzende gemeenten | Aangrenzende gemeenten |
| ---------------------- | ---------------------- | ---------------------- | ---------------------- | ---------------------- |
| Vlist                  |                        |                        |                        | Lopik (UT)             |
|                        |                        |                        |                        |                        |
| Bergambacht            |                        |                        |                        |                        |
|                        |                        |                        |                        |                        |
|                        |                        | Liesveld               |                        |                        |

## Geboren
- Lodewijk van Praet van Moerkerken (1471-1537), kastelein
- Herman Naiwincx (1623-1670), schilder
- Reinier de Graaf (1641-1673), arts en anatoom
- Reinier de Graaf jr. (1674-1717), graveur
- Jan Cornelis van Limbeek (1783-1848), burgemeester van Schoonhoven
- Servaas de Bruin (1821-1901), schrijver
- Jo van Oosten Slingeland (1877-1945), tekenaar en lithograaf
- Adriaan Mulder (1880-1960), luchtvaartpionier
- To van Oosten Slingeland (1887-1975), kunstschilder
- Bas van der Veer (1887-1941), schilderes en illustratrice
- Leendert Lafeber (1894-1967), verzetsstrijder
- Reijer Hooykaas (1906-1994), wetenschapshistoricus
- Clara de Vries (1915-1942), musicus
- Ad Groenendijk (1918-2018), verzetsstrijdster
- Joop van Os (1925-1995), (tv-)journalist en presentator
- Arie van der Hek (1938), politicus
- Frans Mostert (1939), politicus
- Jan van Ipenburg (1939), beeldend kunstenaar
- Peter Vervloed (1951), schrijver
- Helga van Leur (1970), weervrouw
- Bas Keijzer (1973), acteur
- Chantal de Bruijn (1976), hockeyinternational
- Just Dronkers (1993), volleyballer
- Rick Karsdorp (1995), voetballer
- Niels Hartman (2001), voetballer

## Openbaar vervoer
- Schoonhovense veer over de Lek van Schoonhoven naar Gelkenes.
- Bus 295 van Syntus Utrecht (samen met Qbuzz) verbindt het Rotterdamse metrostation Capelsebrug via Schoonhoven met het busstation Jaarbeurszijde van station Utrecht Centraal te Utrecht.
- Bus 497 van Qbuzz verbindt het Schoonhovense veer en  Schoonhoven met station Gouda.
- Bus 505 van Syntus Utrecht verbindt Schoonhoven met station Woerden en Montfoort.

## Varia
- Van 1914 tot en met 1942 was Schoonhoven aangesloten op het spoorwegnet via de tramlijn Gouda - Schoonhoven.
- In de jaren tachtig werden onder meer afleveringen voor de televisieserie Bassie & Adriaan: De Verdwenen Kroon in de stad opgenomen.
- Het kinderprogramma Villa Achterwerk werd vanaf eind jaren negentig tot 2006 opgenomen in het centrum van de stad.
- Een aantal kegelhuisscènes uit de film Toen was geluk heel gewoon (2014) is opgenomen in het Schoonhovense kegelhuis De Engel.
- Ieder jaar vindt op Tweede Pinksterdag de Zilverdag plaats.
- In Amsterdam is de Schoonhovendreef naar de stad vernoemd.

## Afbeeldingen

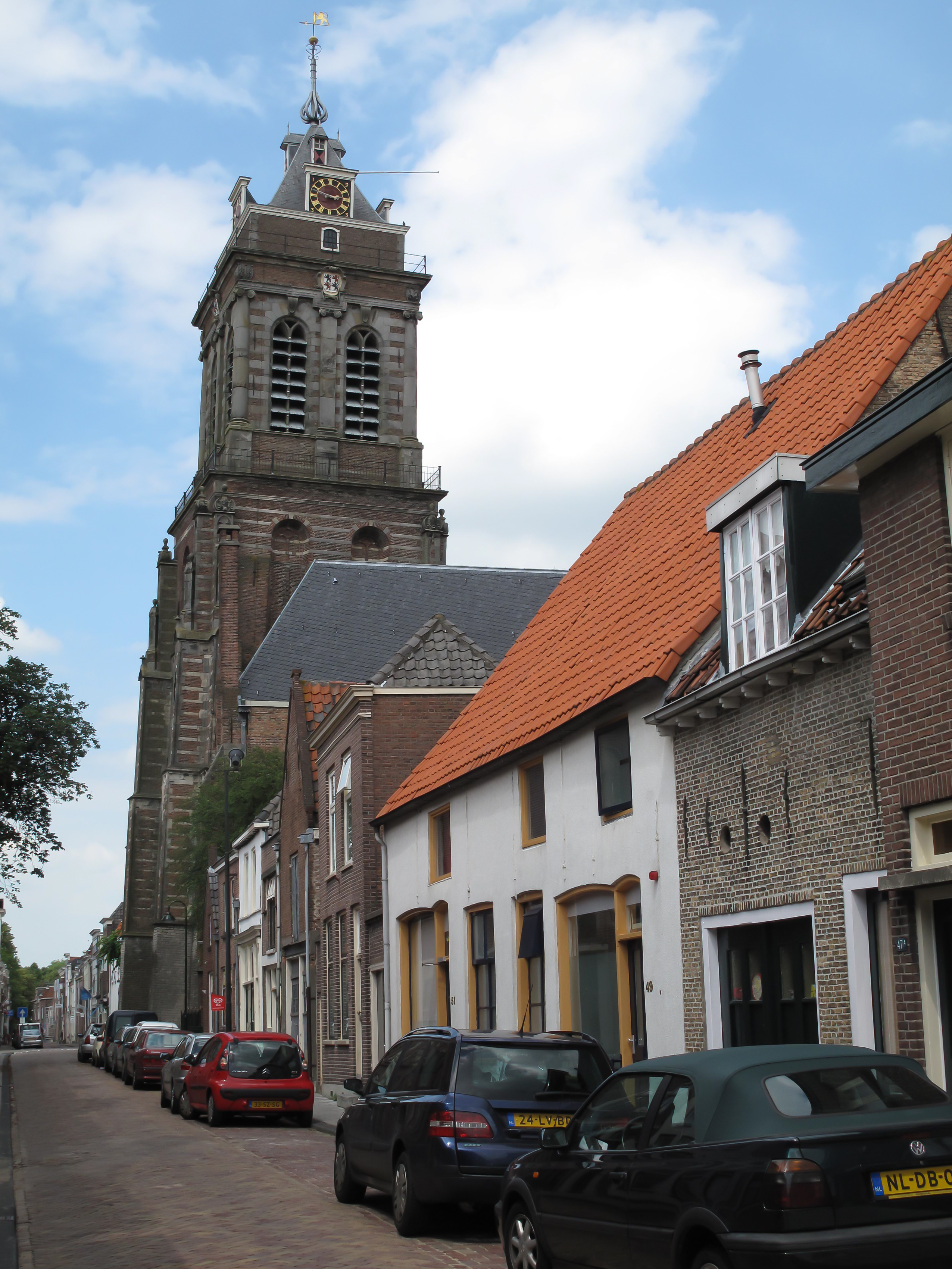
Grote of Bartholomeüskerk
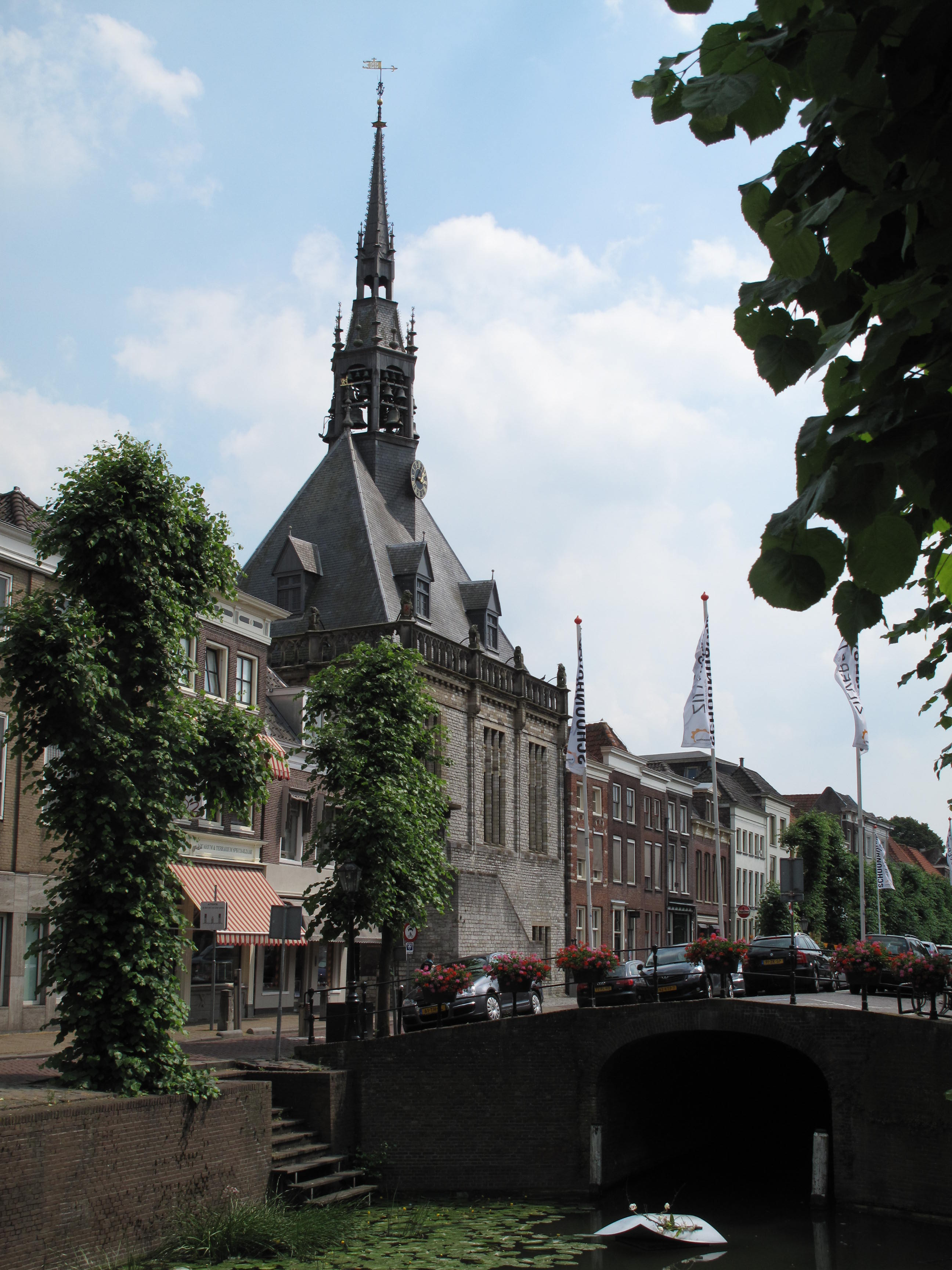
Stadhuis
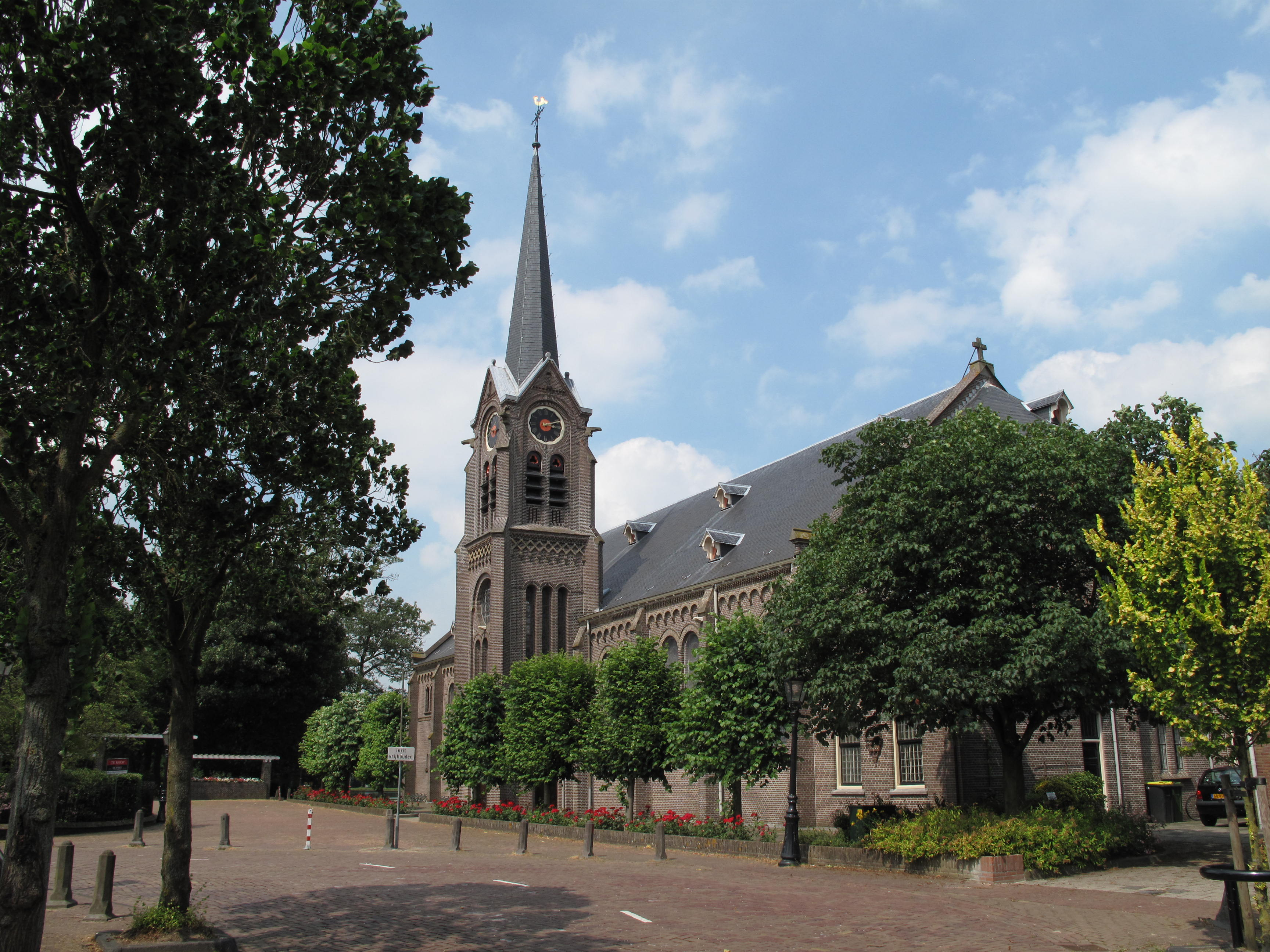
Sint-Bartholomeüskerk
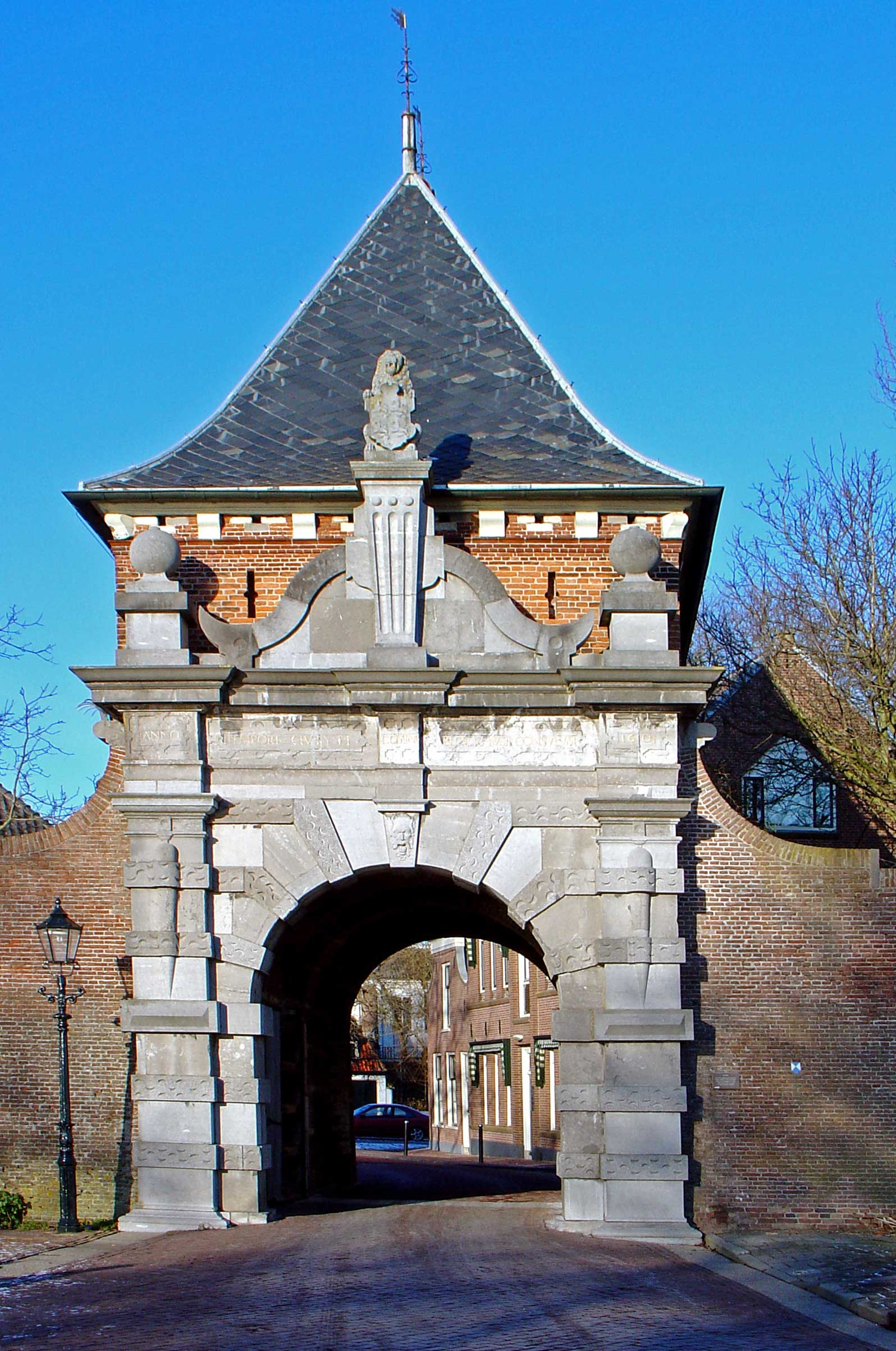
Veerpoort
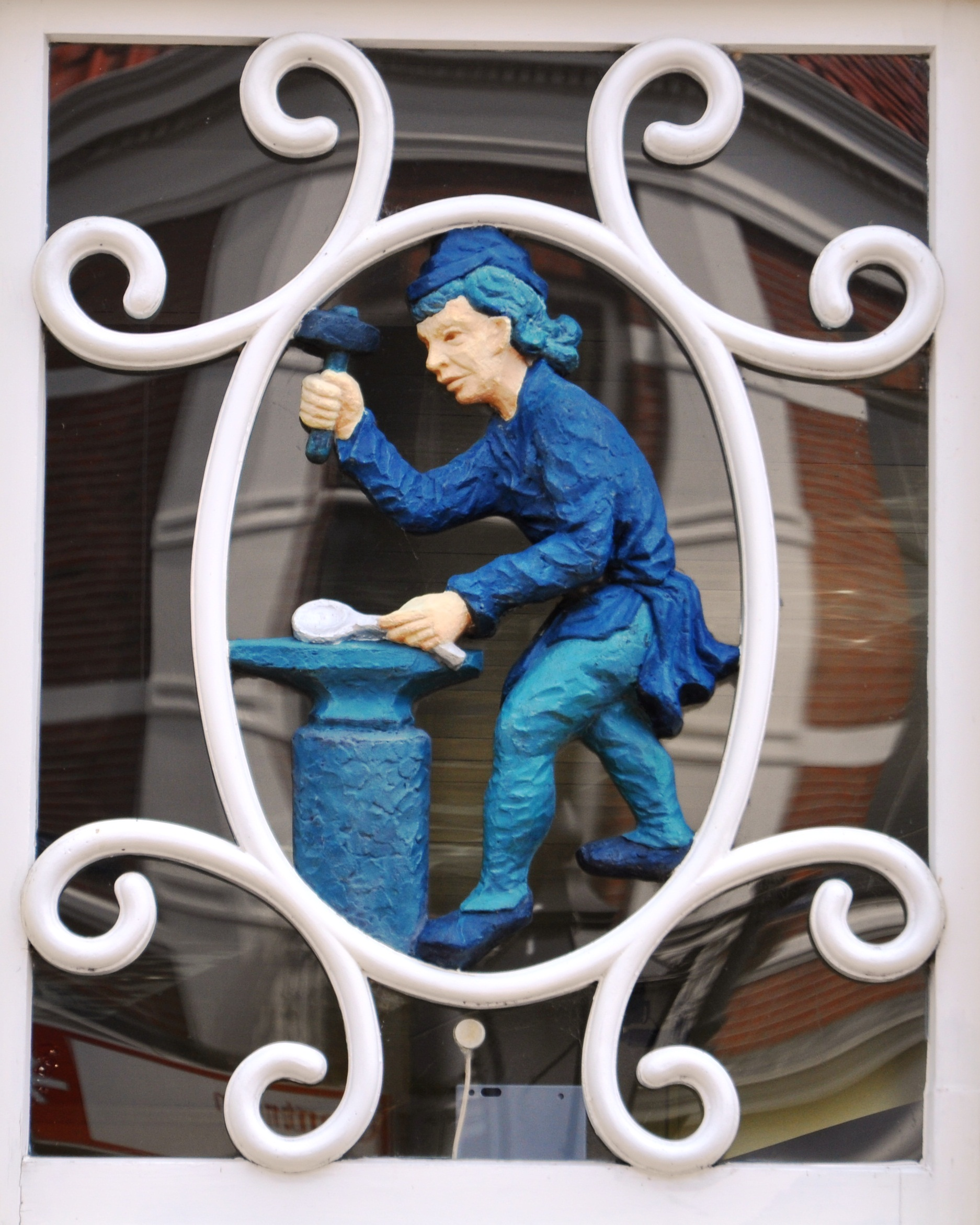
Bovenlicht met beeltenis van een zilversmid
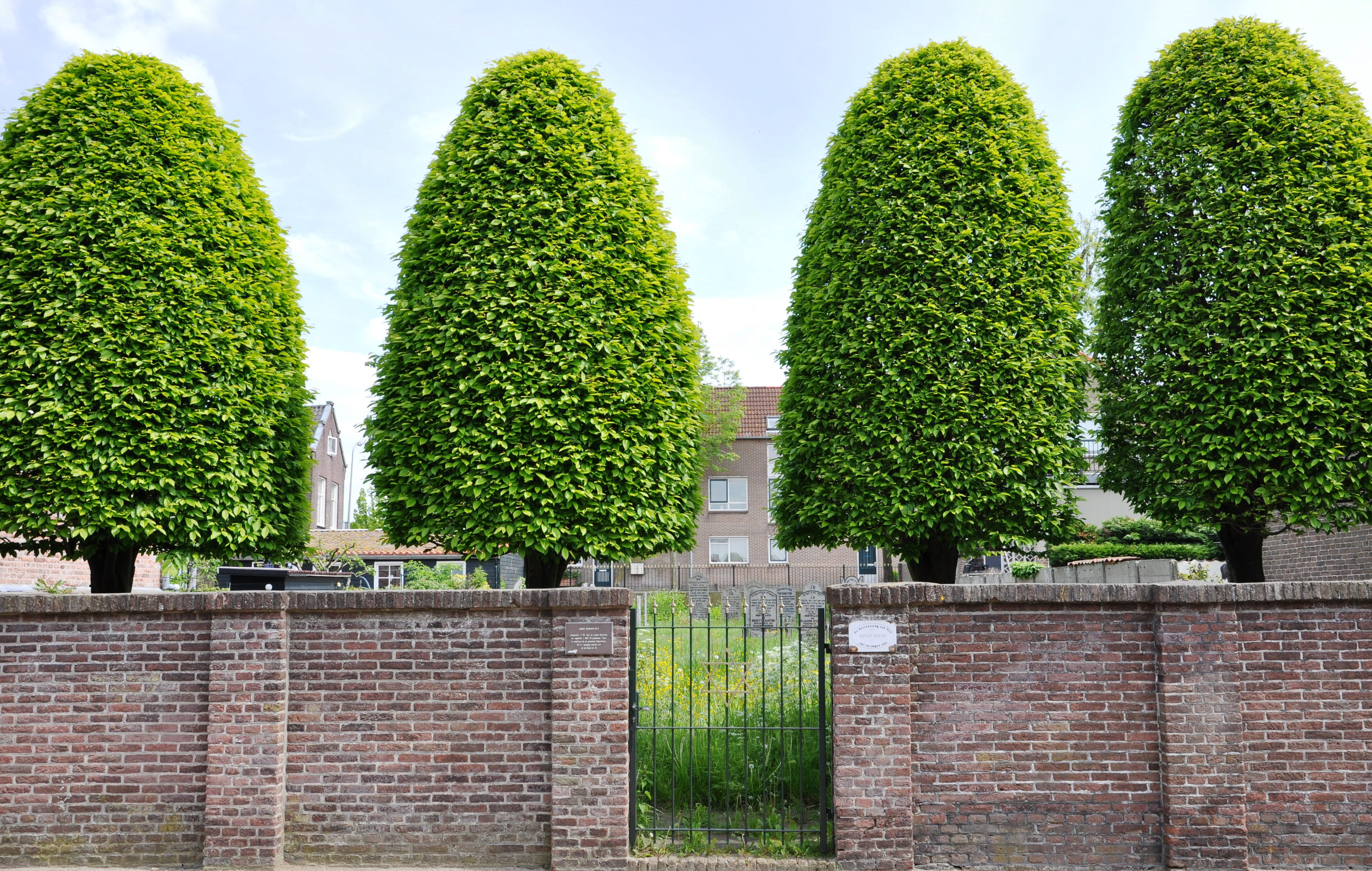
Joodse Begraafplaats
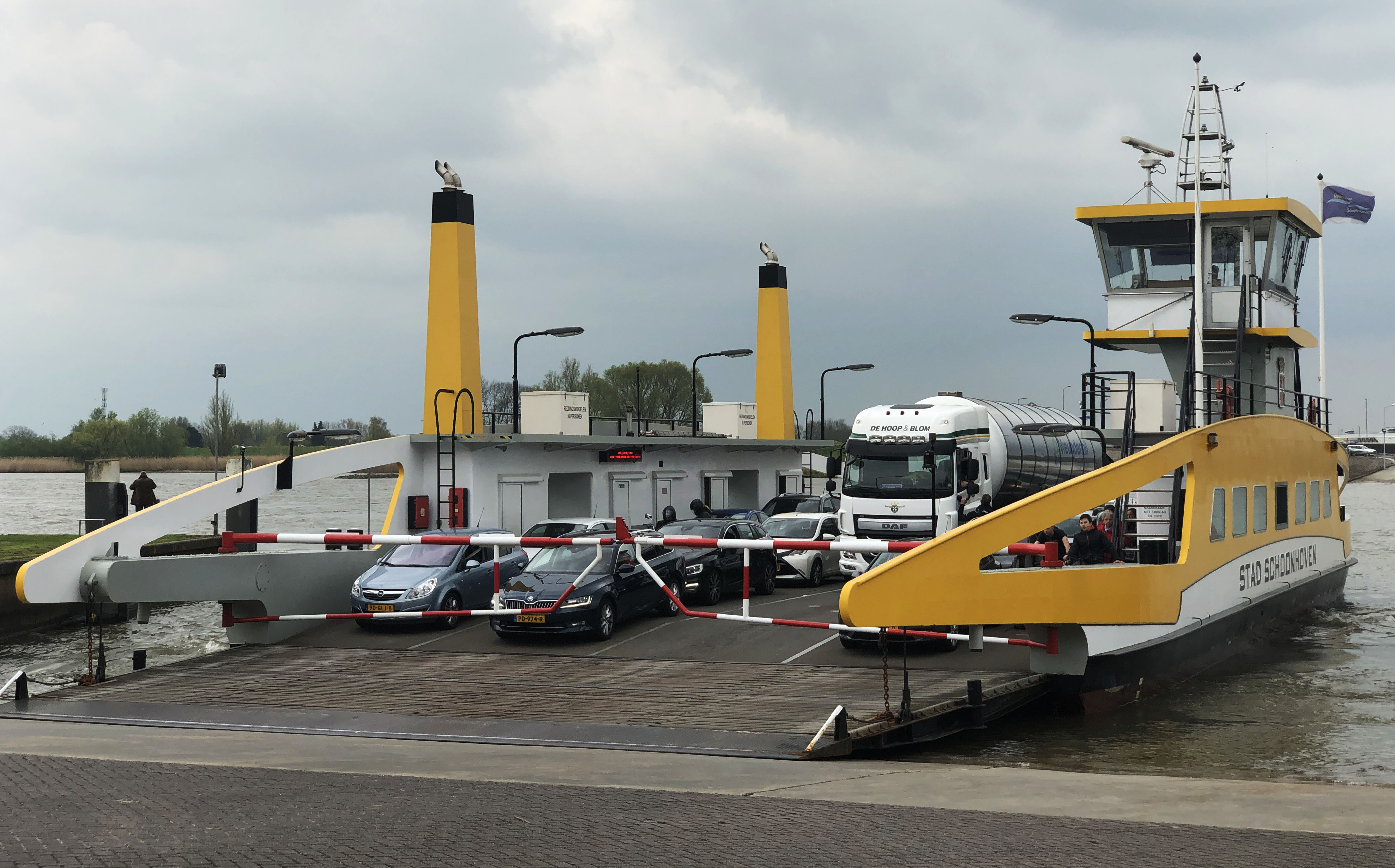
Veerdienst Schoonhoven in 2019

Ammerstol (1322, onbenut) · Brielle (1306) · Delfshaven (1825) · Delft (1246) · Dordrecht (1220) · Geervliet (1381) · Goedereede (1312) · Gorinchem (1382) · Gouda (1272) · 's-Gravenhage (1806) · 's-Gravenzande (1246) · Haastrecht (1296) · Heenvliet (1469) · Leiden (1266) · Maassluis (1811) · Nieuwpoort (1283) · Rotterdam (1340) · Schiedam (1275) · Schoonhoven (1280) · Vlaardingen (1273)

Hoofdplaats: Stolwijk    
Steden: Haastrecht · Schoonhoven

Dorpen: Ammerstol · Bergambacht · Berkenwoude · Gouderak · Krimpen aan de Lek · Lekkerkerk · Ouderkerk aan den IJssel · Vlist · Willige Langerak

Buurtschappen: Achterbroek · 't Beijersche · Beneden-Haastrecht · Benedenheul · Benedenberg · Benedenkerk · Bilwijk · Bonrepas · Bergstoep · Bovenberg · Boven-Haastrecht · Bovenstad/Steenplaats · Goudseweg · De Hem · Hoogedijk · IJssellaan · Kadijk · Koolwijk · Lageweg · Opperduit · Oudeland · Rozendaal · Schoonouwen · Schuwacht · Stein · Tussenlanen · 't Zwaantje · Zuidbroek

Zuid-Holland: Steden en dorpen    Nederland: Provincies · Gemeenten
- Bibliothèque nationale de France: cb14497813h (data)
- Gemeinsame Normdatei: 4747344-7
- Library of Congress Control Number: n81019545
- Nationale Bibliotheek van Israël: 987007550557405171
- Système universitaire de documentation: 154807753
- Virtual International Authority File: 123161569
- WorldCat: E39PBJvhmvByMkqDf7j4b4QrMP